# Szeretföld (film)
A Szeretföld egy 2017-ben bemutatott magyar film, amelyet Buvári Tamás rendezett Iancu Laura azonos című regénye alapján. A filmet közösségi finanszírozásból forgatták Veszprémben és környékén a helyiek bevonásával.

## Alkotók
| Szerep                      | Színész                                                       |
| --------------------------- | ------------------------------------------------------------- |
| Magdolna                    | Turós-Máté Kinga                                              |
| Anna                        | Lipták Jeanne                                                 |
| Furulyás Ádám               | Máté P. Gábor                                                 |
| Építészmester               | Kőrösi Csaba                                                  |
| Péterke                     | Buvári Csege                                                  |
| Lázár                       | Lengyel Ferenc                                                |
| Luca                        | Módri Györgyi                                                 |
| Jeremiás                    | Nagy Zsolt                                                    |
| Cikó                        | Trócsányi Gergő                                               |
| Cikóné                      | Trokán Anna                                                   |
| Portásné                    | Halas Adelaida                                                |
| Portás (bukott éhezőművész) | Sz. Koncz István                                              |
| Harangozók                  | Kovács László Molnár László                                   |
| Vágner                      | Buvári Tamás                                                  |
| Követ                       | Szanyi Péter                                                  |
| Pap                         | Krámer György                                                 |
| Építészmester segédje       | Erdős Áron                                                    |
| Építészmester sofőrje       | Boda Csaba                                                    |
| Rózsika néni                | Honti Ágnes                                                   |
| Lázár lánya                 | Buvári Lilla                                                  |
| Ciláj                       | Gecs Mónika                                                   |
| Látó asszony                | Dánielné Vajda Mónika                                         |
| Izidór bácsi                | Szabó Róbert †                                                |
| Sihederek                   | Imre Marcell Rácz János Darkó Dániel Nagy Kálmán Keller Marci |
| Magdolna gyermekei          | Orobej András Buvári Kincső Buvári Villő                      |
| Tálas Gyuri                 | Szita Csaba                                                   |
| Esernyős bácsi              | Németh Csaba                                                  |
| Cili néni                   | Jancsó Erika                                                  |
| Pali bácsi                  | Felhős István                                                 |
| Márton                      | Vona Tibor                                                    |

| Titulus                  | Alkotó                                 |
| ------------------------ | -------------------------------------- |
| Rendező, forgatókönyvíró | Buvári Tamás                           |
| Író (alapmű)             | Iancu Laura                            |
| Producer                 | Dósay Norbert Németh Csaba             |
| Line Producer            | Gecs Mónika                            |
| Vágó                     | Ladányi János                          |
| Hangmérnökök             | Nagy Lívia Terner Péter Juhász Róbert  |
| Rendezőasszisztens       | Szelestey Bianka Buvári Lilla          |
| Producer asszisztens     | Turányik Júlia                         |
| Production Manager       | Magyar Márton                          |
| Díszlettervező           | LG Salome Gárdonyi Kinga               |
| Casting                  | TMK Alkalmi Társulás                   |
| Kellékesek               | Gárdonyi Kinga Darkó Dániel Zsombor    |
| Kreatív munkatárs        | Szanyi Péter                           |
| Speciális effektek       | Ürmös István Szőr István               |
| Állatidomár              | Jung Ferenc                            |
| Farkas idomár            | Baranyai Rita                          |
| Világosító               | Filó Márió                             |
| Kameramanok              | Eckl Mátyás Harmath Dávid Imre Marcell |
| Colorist                 | Kabán Benedek                          |
| Hangutómunka             | Terner Péter                           |
| Hangkeverés              | Ifj. Erdélyi Gábor                     |
| Mikrofonosok             | Szegedi Mátyás Kovács László           |
| Hangmérnök asszisztens   | Sipos Franciska                        |
| Jelmeztervező            | Turós-Máté Kinga                       |
| Öltöztető                | Vince Cleo Katalin                     |
| Műfordító                | Buvári Zsuzsa                          |